# 広島工業大学
広島工業大学（ひろしまこうぎょうだいがく、英語: Hiroshima Institute of Technology）は、広島県広島市佐伯区に本部を置く私立大学。
1961年創立、1963年大学設置。大学の略称は広工大。学部学科間のボーダレスな連携と全学部の徹底した数理・データサイエンス教育が特徴。日本で最初の環境学部(1993年)を擁する。

## 概観

### 大学全体
広島県広島市佐伯区に位置する工業大学である。4学部12学科と1つの研究科を有し、約4千人の学生が学んでいる。

### 建学の精神
学祖・鶴虎太郎の遺訓「教育は愛なり」を建学の精神としている。同じく鶴虎太郎を学祖とする広島国際学院大学もこれを建学の精神とする。
教育方針は「常に神と共に歩み社会に奉仕する」。
学内に日本基督教団広島流川教会のヒロシマ・ピースセンター事務局を設置している。

### 学風および特色
- 工学部の入試科目に数学ⅢCが無く、情報学部、環境学部は数学ⅠAまたはⅠA・ⅡBで受験可能。
- 女子生徒を対象として学力検査を課さない推薦入試を設けている。
- 1級建築士の合格者数が多く、国土交通省発表の合格者数一覧（30人以上）に顔を出すことがある。
- 全学部で文部科学省「数理・データサイエンス・AI教育プログラム（リテラシーレベル）と（応用基礎レベル）」に認定される。中四国地方の私立大学では本学のみ。

## 沿革

### 略歴
1963年に広島工業短期大学を改組して広島工業大学を設立する。
2006年には情報学部を開設して工学部、環境学部の2学部8学科から3学部12学科に学科再編された。

### 年表
- 1961年4月1日 広島工業短期大学を開設。電子工学科を設置
- 1962年4月1日 広島工業短期大学に電気科を増設
- 1963年4月1日 広島工業大学工学部開学。電子工学科、電気工学科を設置
- 1964年4月1日 工学部に機械工学科を増設
- 1965年3月31日 広島工業短期大学を廃止
- 1965年4月1日 工学部に土木工学科、建築学科を増設
- 1966年4月1日 工学部に経営工学科を増設
- 1989年4月1日 広島工業大学大学院を開設。工学研究科電子工学専攻（修士課程）、機械システム工学専攻（修士課程）、土木工学専攻（修士課程）を設置
- 1993年4月1日 環境学部を開設。環境デザイン学科を設置
- 1996年4月1日 大学院･工学研究科に知的機能科学専攻（博士課程）を増設
- 1997年4月1日 工学部の土木工学科を建設工学科と改称。大学院に環境学研究科地域環境科学専攻（修士課程）を設置
- 1999年4月1日 環境学部に環境情報学科を増設
- 2000年3月31日 広島工業大学工学部の建築学科を廃止
- 2000年4月1日 工学部4学科(電子工学科・電気工学科・機械工学科・経営工学科)を5学科(電子･光システム工学科・電気･ディジタルシステム工学科・機械システム工学科・知能機械工学科・知的情報システム工学科)へ改組
- 2004年4月1日 大学院･工学研究科に情報システム工学専攻（博士前期課程）を増設
- 2005年3月31日 工学部の電子工学科、機械工学科を廃止
- 2006年3月31日 工学部の電気工学科、経営工学科を廃止

- 2006年4月1日 広島工業大学の2学部(工学部・環境学部)8学科を3学部(工学部・情報学部・環境学部)12学科に改組。大学院の工学研究科土木工学専攻を建設工学専攻と改称

改組前
- 工学部
  - 電子・光システム工学科
  - 電気・ディジタルシステム工学科
  - 機械システム工学科
  - 知能機械工学科
  - 建設工学科
  - 知的情報システム工学科
- 環境学部
  - 環境デザイン学科
  - 環境情報学科

改組後
- 工学部
  - 電子・光システム工学科
  - 電気・デジタルシステム工学科
  - 機械システム工学科
  - 知能機械工学科
  - 都市建設工学科
  - 建築工学科
- 情報学部
  - 情報工学科
  - 知的情報システム学科
  - 健康情報学科
- 環境学部
  - 環境デザイン学科
  - 地域環境学科
  - 地球環境学科

- 2007年4月1日 工学部の電子・光システム工学科を電子情報工学科と改称
- 2008年4月1日 大学院の工学研究科と環境学研究科を統合し、工学系研究科を設置

統合前
- 工学研究科　博士後期課程
  - 知的機能科学専攻博士前期課程
  - 電気電子工学専攻
  - 機械システム工学専攻
  - 建設工学専攻
  - 情報システム工学専攻
- 環境学研究科　修士課程
  - 地域環境科学専攻

統合後
- 工学系研究科　博士後期課程
  - 知的機能科学専攻博士前期課程
  - 電気電子工学専攻
  - 機械システム工学専攻
  - 建設工学専攻
  - 情報システム工学専攻
  - 環境学専攻

- 2009年3月31日 大学院の工学研究科（知的機能科学専攻・機械システム工学専攻・建設工学専攻・情報システム工学専攻）と環境学研究科を廃止
- 2010年3月31日 大学院の工学研究科を廃止
- 2010年4月1日 環境学部の地域環境学科を学生募集停止。工学部の電気・デジタルシステム工学科を電気システム工学科、都市建設工学科を都市デザイン工学科と改称
- 2011年5月28日 工学部の建設工学科を廃止
- 2012年3月31日 環境学部の環境情報学科を廃止
- 2012年4月1日 情報学部の健康情報学科を改組し、生命学部（生体医工学科・食品生命科学科）を設置
- 2013年3月31日 工学部の知的情報システム工学科を廃止
- 2014年5月24日 環境学部の地域環境学科を廃止
- 2016年3月31日 情報学部の健康情報学科を廃止
- 2016年4月1日 大学院に工学系研究科生命機能工学専攻（博士前期課程）を増設。工学部の都市デザイン学科を環境土木工学科、環境学部の環境デザイン学科を建築デザイン学科に改組
- 2020年4月 情報学部の知的情報システム学科を情報コミュニケーション学科に改組[1][2]
- 2025年4月1日 工学部機械システム工学科と知能機械工学科を統合再編し、機械情報工学科に変更。生命学部を環境学部食健康科学科に再編。情報学部情報コミュニケーション学科を情報システム学科と情報マネジメント学科に再編

## 基礎データ

### 所在地
- 五日市キャンパス（広島県広島市佐伯区三宅2-1-1）
- 沼田校舎（広島市安佐南区伴北6-4104-2）
- 八千代校舎（広島県安芸高田市八千代町土師大迫11144-1）
- 広島校舎（広島市中区中島町5-7）

## 教育および研究

### 組織

#### 学部
2025年度入学生から
- 工学部
  - 電子情報工学科
  - 電気システム工学科
  - 機械情報工学科
  - 環境土木工学科
  - 建築工学科
- 情報学部
  - 情報工学科
  - 情報システム学科
  - 情報マネジメント学科
- 環境学部
  - 建築デザイン学科
  - 地球環境学科
  - 食健康科学科

2024年度入学生まで
- 工学部
  - 電子情報工学科
  - 電気システム工学科
  - 機械システム工学科
  - 知能機械工学科
  - 環境土木工学科
  - 建築工学科
- 情報学部
  - 情報工学科
  - 情報コミュニケーション学科
- 環境学部
  - 建築デザイン学科
  - 地球環境学科
- 生命学部
  - 生体医工学科
  - 食品生命科学科

#### 大学院
- 工学系研究科
  - 電気電子工学専攻（博士前期課程）
  - 機械システム工学専攻（博士前期課程）
  - 建設工学専攻（博士前期課程）
  - 情報システム科学専攻（博士前期課程）
  - 環境学専攻（博士前期課程）
  - 生命機能工学専攻（博士前期課程）
  - 知的機能科学専攻（博士後期課程）

#### 附属機関
- 附属機関
  - 情報システムメディアセンター
  - 工作センター
  - 鶴記念体育館
- 図書館
  - 広島工業大学附属図書館

### 教育

#### 採択されたプログラム
- 新たな社会的ニーズに対応した学生支援プログラム（学生支援GP）
  - 技術系女子学生の継続的なキャリアデザイン（平成19年度）
- 大学教育・学生支援推進事業（テーマＢ：学生支援推進プログラム）
  - 技術系学生の社会人基礎力育成のためのキャリアデザイン（平成21年度）
- 大学教育充実のための戦略的大学連携支援プログラム
  - 広島大学と広島市立大学と本学との連携プログラム「医療・情報・工業連携による学部・大学院連結型情報医工学プログラム構築と人材育成」（平成21年度）

#### 資格
- 情報学部は国家資格の基本情報技術者試験（FE）の午前の部の免除制度の認定校になっている[3][4]。

## 学生生活

### 学園祭
工大祭 - 毎年秋に開催される学園祭

### スポーツ
広島工業大学体育会本部が中心となり、体育会系サークルをまとめている。
存在するサークルは以下の通り。
武道班
- 少林寺拳法部
- 弓道部
- 剣道部
- 合気道部
- 柔道部
- 空手道部
- ボクシング部

球技班    
- バレーボール部
- サッカー部
- ラグビー部
- バドミントン部
- 硬式テニス部
- 軟式テニス部
- ソフトボール部
- 卓球部
- バスケットボール部
- ハンドボール部
- 硬式野球部
- 軟式野球部

競技班    
- ウェイトリフティング部
- スケート部アイスホッケー部門
- アーチェリー部
- ヨット部
- 射撃部
- スキー部
- 陸上競技部
- 自動車部
- 水泳部
- 漕艇部

野外班    
- エスキーテニス同好会
- モーターサイクル同好会
- 基礎スキー同好会
- 山岳部
- サイクリング部
- ユースホステル部
- 馬術部
- ゴルフ同好会
- ワンダーフォーゲル部

## 大学関係者と組織

### 大学関係者組織
- 広島工業大学同窓会

### 大学関係者
- 鈴木健夫（名誉教授）
- 水田一征（名誉教授）建築学者。京都大学大学院了、工学博士。
- 鶴襄（鶴学園名誉総長、初代学長、第4代学長）
- 鶴衛（鶴学園理事長）
- 平田圭子（准教授）インテリアデザイナー。東京芸術大学大学院了。
- 遠藤吉生（准教授）建築家。CUBE HOUSE他。武蔵野美術大学卒。
- 小嶋一浩（元非常勤講師）建築家、東京理科大学大学院教授。吉備高原小学校他。東京大学大学院了。新建築賞、日本建築学会賞受賞。
- 西沢立衛（元非常勤講師）建築家、横浜国立大学大学院Y-GSA教授。森山邸他。横浜国立大学大学院了。新建築賞、日本建築学会賞2度、プリツカー賞受賞。
- 宮森洋一郎（非常勤講師）建築家。東平塚のアトリエ他。京都大学大学院了。新建築賞受賞。
- 藤江和子（非常勤講師）家具デザイナー。多摩美術大学図書館の家具設計他。武蔵野美術短期大学卒。
- 岩本秀三（非常勤講師）建築家。近畿大学卒。
- 佐藤光彦（非常勤講師）建築家、日本大学大学院准教授。仙川の住宅他。日本大学卒。新建築賞受賞。
- 玉置順（非常勤講師）建築家。トウフ他。近畿大学大学院了。
- 吉田豊（非常勤講師）建築家。藤久保の家他。広島大学大学院了。

### 出身者
- 齊木崇人（1971年卒）神戸芸術工科大学大学院教授、建築家、工学博士。
- 村上徹（1972年卒）現教授、建築家。津山の家他。新建築賞、日本建築学会賞受賞。
- 石田敏明（1973年卒）現非常勤講師、建築家。前橋工科大学大学院教授。F4他。新建築賞受賞。
- 西宮善幸（1975年卒）建築家、西宮善幸建築設計事務所主宰。
- 河内浩志（1978年卒）現教授、建築学者。京都大学大学院了、工学博士。
- 北谷翠峰（1979年卒）書家。
- 時本和也（大学中退）俳優。
- 島田洋七（大学中退）コメディアン。
- 浅木泰昭（1981年卒）自動車技術者、現自動車解説者、本田技術研究所役員、ホンダF1開発責任者。
- 君崎滋（1986年卒）気象予報士、フリーアナウンサー、ファイナンシャル・プランナー、ナレーターズネット広島代表者。
- 高須賀宣（1990年卒）サイボウズ創業者。
- 松本太郎（1992年卒）廿日市市長。
- 春日琢磨（1998年卒）非常勤講師。建築士。
- 竹中知華（2005年卒）アナウンサー、キャスター。NHK沖縄。
- 山崎雅夫（2005年卒）経営学者、政策学博士。広島市立大学国際学部講師。
- 森ガキ侑大（2006年卒）日本の映画監督、ドラマの演出家、脚本家。
- 曽田陵介（2020年卒）俳優、モデル。

## 施設

### キャンパス
五日市キャンパス
- 使用学部：工学部、情報学部、環境学部、生命学部
- 使用研究科：大学院工学系研究科
- 交通アクセス：山陽本線五日市駅下車・広島電鉄宮島線楽々園駅もしくは山陽女子大前下車
- キャンパス内には並木が多く植えられている。

### 学生食堂
- アベベ食堂
- LEAF GARDEN

## アクセス
五日市キャンパス（三宅キャンパス、本部）へは、鉄道、バス、タクシーなどでアクセスできる。
- 広島電鉄宮島線 楽々園駅下車、徒歩15分[5]
  - 広島電鉄2号線：紙屋町・広電西広島方面 - 広電五日市 - 佐伯区役所前 - 楽々園駅 - 広電廿日市・広電宮島口方面
- 広電バス[6] 広島工大入口 バス停下車、徒歩3分
  - 3 東観音台線：五日市駅南口・楽々園方面 - 広島工大入口 - 広島工大上 - 観音台・五日市高校・東観音台団地方面
  - 4 湯来線：五日市駅南口・楽々園方面 - 広島工大入口 - 湯来川角・（杉並台）・湯来ロッジ前方面
- JR山陽本線 五日市駅からタクシーで約12分
- 五日市駅南口から学生・教職員専用のスクールバスが運行されている
  - JR山陽本線：広島・横川・西広島方面 - 五日市駅 - 廿日市駅 - 宮島口・岩国方面
- JR廿日市駅からタクシーで約10分

## 対外関係

### 修鶴安田（しゅうかくやすだ）
- 「広島修道大学」「鶴学園広島工業大学」「安田女子大学安田女子短期大学」がユニットを結成し、東京大魅力の一因である「早慶上智」に対峙。広島県・広島市における東京一極集中のあおり、「18才人口の流出」を止める対策を試行している。
  - 修道学園・鶴学園・安田学園の卒業生の一部が連携してネーミング立ち上げ。

### 地方自治体との協定
- 佐伯区役所　-2009年12月18日締結
- 廿日市市　-2012年11月9日締結
- 広島県　-2023年2月2日締結
- 北広島町　-2023年10月5日締結

### その他機関・団体との協定
- 広島銀行
- 国土交通省中国地方整備局
- 中小企業金融公庫
- もみじ銀行
- 廿日市商工会議所　-2018年3月26日締結
- 広島経済同友会　-2020年5月11日締結
- ちゅピCOM・廿日市市
- 南条装備工業株式会社　2021年4月28日締結
- 公益社団法人日本技術士会中国本部
- 一般社団法人日本自動車連盟広島支部
- 今仙電機製作所 -2022年1月31日締結
- 海上自衛隊呉地方総監部
- 復建調査設計株式会社 -2022年10月4日締結
- あじかん
- 株式会社古川製作所 -2022年12月14日締結
- インタフェース (企業)
- 株式会社鴻治組　-2023年2月8日締結
- エネコム

### 他大学との協定
- 放送大学[7]
- 教育ネットワーク中国
  - 中国地方の21大学、1大学校、7短期大学、1高等専門学校等の間で単位互換等を行っている。
- 広島修道大学と広島工業大学との学生交流に関する協定（2007年締結）
  - 広島修道大学

広島工業大学環境学部、広島修道大学人間環境学部間において学生の交流を行う。
- 海外交流協定締結校
  - イリノイ大学アーバナ・シャンペイン校
  - 瀋陽航空航天大学
  - ブルガリア科学アカデミー電子研究所
  - トリニティ・ウェスタン大学
  - 韓国海洋科学技術院
  - カセサート大学
  - 国民大学校

## 附属学校
- 広島工業大学専門学校
- 広島工業大学高等学校
- デネブ高等学校 - 2011年3月末に閉校
- 広島なぎさ中学校・高等学校
- なぎさ公園小学校